# General Admission
General Admission è il secondo album in studio del rapper statunitense Machine Gun Kelly, pubblicato nel 2015.

## Tracce
1. Spotlight (featuring Lzzy Hale) – 5:05
2. Alpha Omega – 3:32
3. Till I Die – 3:33
4. Eddie Cane – 3:06
5. Bad Mother Fucker (featuring Kid Rock) – 3:33
6. World Series – 3:35
7. Oz. – 2:54
8. Everyday – 4:01
9. Gone (featuring Leroy Sanchez) – 4:01
10. Story of the Stairs – 3:10
11. Merry Go Round – 4:05
12. A Little More (featuring Victoria Monet) – 3:57
13. All Night Long – 7:02

Tracce bonus nell'edizione deluxe
1. Make It Happen – 4:43
2. Round Here – 4:20
3. Therapy – 3:34